# Copelatus louayensis
Copelatus louayensis är en skalbaggsart som beskrevs av Bilardo och Rocchi 2004. Copelatus louayensis ingår i släktet Copelatus och familjen dykare. Inga underarter finns listade i Catalogue of Life.